# Acisoma attenboroughi
Az Acisoma attenboroughi a rovarok (Insecta) osztályának a szitakötők (Odonata) rendjébe, ezen belül az egyenlőtlen szárnyú szitakötők (Anisoptera) alrendjébe és a laposhasú acsák (Libellulidae) családjába tartozó faj.

## Neve
Ez a laposhasú acsafaj a tudományos fajnevét, az attenboroughi-t, Sir David Attenborough, híres brit természettudósnak és dokumentumfilmesnek a 90.-ig születésnapja alkalmából kapta.

## Előfordulása
Az Acisoma attenboroughi előfordulási területe kizárólag Madagaszkár. Habár a tudomány számára újonnan felfedezett fajnak számít, eme szigetországon eléggé közönséges szitakötő.

## Megjelenése
A hím teste fekete, számos kékeslilás folttal és mintázattal, míg a nőstény fekete alapján, piszkossárga és fehéres foltok láthatók. A hím összetett szeme kékes, mint a testén lévő minták, míg a nőstényé barna színű. Mindkét nemnél az átlátszó szárnyak vége felé, elöl fekete pont látható.